# Eustache II de Conflans
Eustache II de Conflans dit Torchapeaux (né vers 1200 - † après 1243) est issu d'une branche cadette de la Maison de Brienne. Il est le fils d'Eustache Ier de Conflans et de son épouse Marie de Pleurs. Il est seigneur de Conflans, d'Étoges et de Mareuil au début et au milieu du XIIIe siècle.

## Biographie
Il est né avant 1201 et le départ de son père Eustache Ier vers l'Italie où il accompagne le comte Gautier III de Brienne avant de rejoindre la quatrième croisade. À la mort de ce dernier, il lui succède en tant que seigneur de Conflans, d'Étoges et de Mareuil.
En 1224, il participe avec les plus grands barons champenois à l'ordonnance de Champagne sur le partage des fiefs entre enfants mâles.
En 1228, il sert de caution au comte de Champagne Thibaut IV pour la vente de la terre de Bohain au comte de Blois.
En 1231, ayant commencé à construire une maison forte à Mareuil et terminé le quart du mur de cette maison, il obtient du comte de Champagne l'autorisation d'achever ce mur en échange de la promesse de ne faire aucune fortification nouvelle dans cette maison sans une seconde autorisation. En 1242, il reconnait qu'il tient cette maison du comte de Champagne, qui l'a autorisé à entourer cette maison de murs sans tour et de fossés larges de 25 pieds mais qu'il ne pourra y ajouter d'autres fortifications, et que cette maison lui sera jurable et rendable.
En 1238, il doit traiter avec sa mère Marie de Pleurs à propos de différends qu'ils avaient ensemble en qualité de seigneur de Conflans. Il est également cité au mois de mars de la même année lorsqu'il affranchi le serf Robert de Besil et les héritiers qu'il aura de Marie, son épouse, à condition qu'il serait obligé de le servir en personne, ou de le faire servir par quelqu'un d'autre, durant un mois par an, et que s'il y contrevenait, il comparaîtrait à la cour de Thibaut, roi de Navarre, comte de Champagne, pour proposer son excuse.
À sa mort, il est remplacé par ses fils Eustache et Hugues qui se partagent les seigneuries familiales. Une généalogie de la famille de Conflans écrite vers 1350 indique que l'aîné aurait été Eustache et le plus jeune Hugues. Il semblerait donc que la seigneurie de Mareuil, héritée par l'aîné, ait été plus importante que celle de Conflans, dont la famille tire son nom mais héritée par le cadet.
Plusieurs historiens ont pensé qu'Eustache II avait été maréchal de Champagne, mais il s'agit certainement d'une confusion avec ses fils dont deux ont porté successivement cette charge.

## Mariage et enfants
Vers 1220, il épouse Helvide de Thourotte, fille de Jean II de Thourotte, châtelain de Thourotte et de Noyon et seigneur d'Allibaudières, et d'Odette de Dampierre, dont il a quatre enfants :
- Eustache de Conflans, qui hérite de la seigneurie de Mareuil et qui devient maréchal puis connétable et enfin gouverneur de Champagne. Tige de la branche dite de Mareuil.
- Hugues II de Conflans, qui hérite des seigneuries de Conflans et d'Étoges et qui devient maréchal de Champagne après son frère aîné. Il poursuite la branche dite de Conflans.
- Gautier de Conflans, cité dans un diplôme de l'empereur Charles V[1].
- Helvide de Conflans, qui épouse Raoul V Le Flamenc, seigneur de Canny, d'où postérité.

## Source
- Marie Henry d'Arbois de Jubainville, Histoire des Ducs et Comtes de Champagne, 1865.